# Alexandre Parkhomenko (film)
Pour plus de détails, voir Fiche technique et Distribution.
Alexandre Parkhomenko (russe : Александр Пархоменко) est un film de guerre soviétique réalisé par Leonid Loukov en 1942, d'après le roman Parkhomenko de Vsevolod Ivanov qui signe également le scénario. Lors de la déstalinisation en 1962, la nouvelle édition du film parait où toutes les scènes avec Staline et toutes les références à lui se trouvent supprimées.

## Synopsis
Le film raconte l'histoire de la vie et de la mort héroïque du vieux bolchevique, participant à la guerre civile, Alexandre Parkhomenko.
En 1918, après avoir conquis l’Ukraine, les occupants allemands cherchèrent à utiliser les haïdamaks, les armées blanches et les armées vertes dans leur lutte. Sur ordre de Vorochilov, Parkhomenko arrive à Tsaritsyne de Lougansk. Dans le même temps, les Allemands lancent une offensive active. Les bataillons d'armée rouge sont mal armés, mais Parkhomenko parvient à les lever pour attaquer et mettre l'ennemi en fuite. 

## Fiche technique
- Titre : Alexandre Parkhomenko
- Titre original : Александр Пархоменко'
- Réalisation : Leonid Loukov
- Scénario : Vsevolod Ivanov
- Photographie : Aleksandr Gintsburg
- Direction artistique : Vladimir Kaplounovski (ru)
- Musique : Nikita Bogoslovski
- Son : Grigori Grigoriev
- Format : Noir et blanc - 1,37:1 - 35mm
- Production : Studio Dovjenko, Uzbekfilm
- Durée : 94 minutes
- Langue : russe
- Dates de sortie : 
  - URSS : 20 juillet 1942

## Distribution
- Aleksandr Khvylia : Alexandre Parkhomenko
- Nikolaï Bogolioubov : Kliment Vorochilov
- Semyon Goldshtab : Joseph Staline
- Piotr Aleïnikov : Vassia Gaivoron
- Stepan Kaïoukov : père de Lisa
- Boris Tchirkov : Nestor Makhno
- Boris Andreïev : anarchiste
- Faïna Ranevskaïa : pianiste
- Vera Cherchneva (ru) : Lisa Lamycheva
- Vassili Zaïtchikov (ru) : Kolokolov
- Ivan Novosseltsev (ru) : Bykov
- Tatiana Okounevskaïa (ru) : Vera, la maîtresse de Makhno
- Iouri Lavrov (ru) : anarchiste
- Ivan Bobrov (ru) : anarchiste
- Lavrenti Masokha (ru) : soldat
- Ivan Matveev (ru) : cocher